# 로드 워리어 애니멀

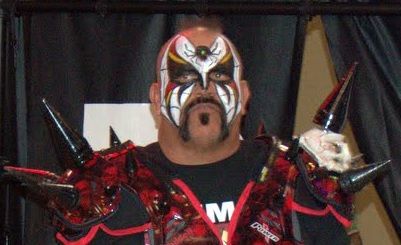

로드 워리어 애니멀(Road Warrior Animal, 1960년 1월 26일 ~ 2020년 9월 22일)은 미국의 프로 레슬러였다. 1982년에 프로 레슬링을 입문했다. 키는 188cm이며 몸무게는 138kg이다. 리전 오브 둠 1, 2기 멤버 이기도 하였다.

## 수상
- 2005년 WWE 태그팀 챔피언 - 리전 오브 둠
- 1997년 WWE 월드 태그팀 챔피언 - 리전 오브 둠